# Bupleurum rollii
Bupleurum rollii là một loài thực vật có hoa trong họ Hoa tán. Loài này được (Montel.) Pignatti mô tả khoa học đầu tiên năm 1982.